# Fiódorovka (Mordòvia)
Fiódorovka — Фёдоровка (rus) — és un poble de la República de Mordòvia, a Rússia, segons el cens del 2010 tenia 2 habitants, pertany al municipi de Kozlovka.